# شركة نفط البحرين
شركة نفط البحرين أو (بابكو) شركة نفط بحرينية مملوكة بالكامل لحكومة مملكة البحرين.

## المقدمــة
شركة نفط البحرين بابكو مملوكة بالكامل لحكومة البحرين وهي تعمل في مجال صناعة النفط. وذلك يشتمل على الاستكشاف والبحث عن النفط والحفر والإنتاج والتكرير وتوزيع المنتجات النفطية والغاز الطبيعي، بالإضافة إلى بيع وتصدير النفط الخام والمشتقات البترولية.
تملك الشركة مصفاة لتكرير النفط طاقتها 250.000 برميل في اليوم، بالإضافة إلى مرافق لتخزين أكثر من 14 مليون برميل، ومركز لتوزيع المنتجات المحلية، ورصيف بحري لتصدير منتجاتها النفطية.
أهم الأسواق التي تستورد نفط بابكو ومنتجاتها البترولية هي أسواق الشرق الأوسط والهند والشرق الأقصى وجنوب شرق آسيا وأفريقيا، علماً بأن 95 في المائة من المنتجات النفطية المكررة تصدر إلى الخارج.

## التوجه الاستراتيجي لبابكو
الغــرض:
تأسست الشركة بغرض العمل في جميع أوجه الصناعة النفطية والأنشطة المرتبطة بها داخل البحرين وخارجها بهـدف تحقيق أقصى مساهمة في دعم الاقتصاد الوطني.
المهـمــة:
إدارة وتشغيل مؤسسة نفطية متكاملة لتزويد الأسواق العالمية والمحلية بالنفط الخام والغاز والمشتقات البترولية بهدف تحسين العائد لملاّك وزبائن وموظفي الشركة.
الـرؤيــة:
السعي للتميّز في صناعة النفط
الـقِـيَــم:
•الجدية والاقتدار
•الاحتـرام
•العمل الجماعي
•النزاهـة
•الإبداع

## إدارة الجودة
تحرص شركة نفظ البحرين، بابكو، على أن تقدم لزبائنها داخل البحرين وخارجها منتجات عالية الجودة تطابق المواصفات والمقاييس المتبعة وذلك من منطلق إلتزامها بالغض والمهمة والرؤية والقيم التي يشملها توجهها الإستراتيجي فنظام الجودة الذي تتبعه بابكو قائم على متطلبات الآيسو 9001:2000 وذلك للتأكد من أن الاستمرارية في إتباع مقاييس الجودة في جميع مراحل عملية التصنيع.
يغطي التسجيل الحالي العمليات التالي:
•تصدير المنتجات الجاهزة للزبائن عن طريق فرع التسويق.
•استلام وتخزين كميات الإنتاج الكبيرة نيابة عن كالتكس البحرين.
•شحن منتجات النافتا وال بي جي المبرد نيابة عن بناغاز.
•نقل المنتجات للسوق المحلية.
في مارس 2003 نجحت الشركة في تطوير نظام الجودة لديها من آيسو 2002:1994 الذي حصلت عليه في عام 1994 إلى آيسو 9001:2000.
تخطط الشركة الآن لإجراء توسيعه لمجال التسجيل ليشمل جميع عمليات الإنتاج بما فيها التسويق.

## برنامج فكرة جيدة
بدأ العمل ببرنامج فكرة جيدة في يناير 1996 بهدف تشجيع الموظفين على المشاركة الفعالة عن طريق تقديم الآراء والأفكار الجيدة والتي تساهم في تطوير الشركة وتحسين أداءها.
فهذا البرنامج يكافئ الموظفين على قدرته الإبداعية ويشعره بالإعتزاز والفخر لكونه عنصر مهم يساهم في نجاح الشركة وإنجازاتها فكل مقترح يعتبر مساهمة ذاتية ومهمة ويتم تخصيص الوقت والجهد اللازمين لتقييمه والنظر فيه. فنحن نتمتع ببيئة وثقافة تقوم على تشجيع المهارات الإبداعية للأفراد وهدفنا هو المحافظة عليها.

## الشركة
تعمل الشركة في مجال صناعة النفط، التي تشمل الاستكشاف والتنقيب عن النفط والحفر والإنتاج والتكرير وتوزيع المنتجات النفطية والغاز الطبيعي، بالإضافة إلى بيع وتصدير النفط الخام والمشتقات البترولية.
تملك الشركة مصفاة لتكرير النفط طاقتها 267.000 برميل في اليوم الواحد، بالإضافة إلى مرافق لتخزين أكثر من 14 مليون برميل، ومركز لتوزيع المنتجات المحلية، ورصيف بحري لتصدير منتجاتها النفطية.
أهم الأسواق التي تستورد نفط بابكو ومنتجاتها البترولية هي أسواق الشرق الأوسط والهند والشرق الأقصى وجنوب شرق آسيا وأفريقيا، علماً بأن 95% من المنتجات النفطية المكررة تصدر إلى الخارج بما الكيروسين ووقود الطائرات وزيت الوقود والكبريت والإسفلت.
وتعتبر بابكو مصدر قوة رئيسي لاقتصاد البحرين من خلال ما تمتلكه من استراتيجيات للتنمية الاقتصادية على المدى الطويل إلى جانب معايير التميز البيئي التي تركز عليها الشركة وإنتاج الغاز لتشغيل المصانع الأخرى في البحرين وتوفير الوقود لصناعة الطيران في البحرين.
يذكر أنه في العام 2010، قامت بابكو بمبادرات غير هامة هامة جداً لاقت نجاحاً كبيراً من أجل زيادة إنتاجها من النفط والغاز إضافة إلى العديد من المشاريع الإستراتيجية على المستوى العالمي والتي تلتزم بأقصى مواصفات المحافظة على البيئة.

## تــاريخ بابكو
دار النفط:
أقيمت دار النفط وهي متحف البترول التابع لشركة نفط البحرين ش. م. ب. (مقفلة) بعد دراسة مستفيضة، ليتزامن افتتاحها مع مرور 60 عاماً على اكتشاف النفط في البحرين في عهد الشيخ عيسى بن سلمان آل خليفة، يوم 2 يونيو 1992.
وتتميز دار النفط بموقعها المحاذي لأول بئر تحفر لاستخراج النفط عند سفح جبل الدخان، وتتولى شركة بابكو إدارتها.
وعلى مر السنين، تطورت دار النفط لتصبح مركزاً تعليمياً ومعلماً سياحيا يرتادها السياح والمهتمون بصناعة النفط في البحرين، ومرجعاً لتاريخ صناعة النفط في البلاد، نظراً لما تضمه من معروضات نادرة، تسعى من خلاله لتحقيق أهدافها في المحافظة على هذه المقتنيات التاريخية، وعلى نشر المعرفة عن النفط الذي أصبح مادة هامة ليس للبحرين فحسب، بل لمنطقة الخليج العربي الغنية به أيضاً.
القصة:
وكما يستدل من اسم هذا المتحف، فإنه يختص بقصة النفط في البحرين، بدءاً من البحث عنه ومروراً باكتشافه وتطويره ووصولاً إلى ما أحدثه من تأثير في الحياة الاجتماعية والاقتصادية لسكان البحرين.
وتسرد دار النفط من خلال معروضاتها، قصة انتقال البحرين من بلد ارتبطت شهرته منذ العصور القديمة باللؤلؤ الطبيعي واستخراجه وصناعته، إلى دولة نفطية، وتروي كيف أن البحث عن المياه الجوفية في البحرين أدى إلى البحث عن النفط، إثر وعد منحه الشيخ حمد بن عيسى آل خليفة إلى النيوزيلندي الميجور فرانك هولمز.
وتضم دار النفط معرضاً للصور التذكارية والوثائق والخرائط الفريدة التي تظهر الاهتمام التاريخي بالرغبة في اكتشاف النفط، والخصائص الجيولوجية لصخور البحرين وعينات من النفط والمواد المعدنية الأخرى ونماذج من سجلات عمليات حفر الآبار وتطويرها.
وبقدر ما تعني الكلمة الإغريقية «بتروليوم» (نفط الصخور)، فإن الأرض ومكوناتها من الصخور هي موطن النفط فعلا، ولذلك فإن دار النفط تضم كثيراً من المعروضات المتصلة بالصخور وتاريخ الأرض. وتعتبر دار النفط بحكم كونها متحفاً متجدداً، مرآة واقعية لما طرأ من متغيرات في عالم النفط.
 تواريخ مهمة 
1929 تأسيس شركة بابكو من قبل ستاندرد أويل كومبني أوف كاليفورنيا
1932 أول اكتشاف للنفط
1934 أول شحنة تصدير من النفط الخام
1936 افتتاح مصفاة البحرين بطاقة 10.000 برميل في اليوم
1945 مد خط أنابيب النفط بين البحرين والمملكة العربية السعودية، وكان آنذاك أطول خط تجاري مغمور في العالم
1948 اكتشاف الغاز الطبيعي
1968 اكتمال برنامج توسعة مصفاة البحرين بطاقة 250 ألف برميل في اليوم
1976 تأسيس شركة نفط البحرين الوطنية (بنوكو)
1980 إنشاء المجلس الأعلى للنفط برئاسة الشيخ خليفة بن سلمان آل خليفة، رئيس الوزراء الموقر
1980 إنشاء وحدة تسويق النفط بوزارة التنمية والصناعة لتتولى تسويق وبيع حصة البحرين (60%) من إنتاج المصفاة
1981 إعادة تشكيل شركة بابكو كشركة تكرير مساهمة (60%) منها لحكومة البحرين و (40%) لشركة كالتكس
1982 شركة بنوكو تتولى المسئولية الكاملة والمباشرة لعمليات إنتاج النفط والغاز من حقل البحرين
1983 إلحاق وحدة تسويق النفط بشركة بابكو لتتكون بذلك دائرة التسويق العالمي
1985 تأسيس شركة البحرين لتزويد وقود الطائرات (بافكو) مشاركة بين شركة بنوكو (60%) وشركة كالتكس (27%) وشركة البترول البريطانية (13%)
1994 منح مصفاة البحرين شهادة آيسو 9002 من الهيئة البريطانية للمواصفات
1997 حكومة البحرين تتملك مصفاة البحرين بالكامل
1999 إصدار المرسوم الأميري بدمج شركة نفط البحرين الوطنية وشركة نفط البحرين ش.م.ب.
2000 بدء مشروع مزج المنتجات النفطية داخل الأنابيب وطرح الجازولين الخالي من الرصاص في السوق المحلية
2001 تدشين وحدات معالجة الكيروسين باعتبارها جزء من برنامج تحديث المصفاة
2002 طرح التوجهات الإستراتيجية لشركة بابكو الجديدة
2004 توقيع تنفيذ مشروع إنتاج الديزل منخفض الكبريت
2005 اكتتاب تمويلي بقيمة 1.11 مليون دولار لبرنامج الاستثمار الاستراتيجي
2007 بدء تشغيل مجمع إنتاج الديزل منخفض الكبريت
2019: وضع حجر الاساس لتوسعة مصفاة بابكو بقيمة 7 مليار دولار ، من 260 الف برميل يوميًا الى 380 الف برميل يوميًا.

## التكرير
تعتبر مصفاة البحرين واحدة من أكبر مصافي النفط في الشرق الأوسط، وهي أقدم مصفاة في دول مجلس التعاون الخليجي، وتقوم بتكرير أكثر 267,000 برميل في اليوم من النفط الخام وهُناك مشروع يجري العمل عليه الأن بزيادة طاقة التكرير الى 380 الف برميل يوميًا. ويأتي نحو سدس هذا النفط الخام من حقل البحرين، فيما يتم ضخ الباقي إلى المصفاة من المملكة العربية السعودية بواسطة خط أنابيب يبلغ طوله 27 كيلومتراً على اليابسة و27 كيلومتراً تحت سطح البحر قبل أن يصل إلى الساحل الشمالي الغربي لمملكة البحرين.
وقد أنفقت الشركة أموالاً طائلة لتحديث مصفاة الشركة ولضمان:
1. توافقها مع المعايير الدولية الصارمة
2. التقليل من الأثر الذي تتركه على البيئة
3. زيادة كفاءتها التشغيلية.

## التخزين
تتم عملية التخزين في أكثر من 170 خزاناً في مواقع مختلفة، وتبلغ طاقتها الإجمالية أكثر من 14 مليون برميل.

## المنتجات
تنتج الشركة غاز البترول المسال، والنفثا، والغازولين، والكيروسين، ووقود الطائرات، وزيت الديزل، والمقطرات الثقيلة، وزيت الوقود، والإسفلت. وتوفر بابكو وتبيع وقود الطائرات في مطار البحرين الدولي عن طريق شركة البحرين لوقود الطائرات (بافكو) والتي تأسست عام 1985 وتمتلك بابكو فيها 60%.

## الاستكشاف والتطوير
تستخدم بابكو أحدث التقنيات والأساليب العالمية لإجراء دراسات مكثفة ومتواصلة للبحث عن احتياطات جديدة للنفض والغاز والحصول على بيانات دقيقة عن الاحتياطات الموجودة.

## الحفر والإنتاج
تسعى الشركة نحو إبقاء مستويات الإنتاج في حقل البحرين عند معدلاتها المثلى وذلك باستخدام تقنيات متطورة في حفر الآبار الجديدة وصيانة الآبار الحالية.
نتيجة لتنامي الطلب على الغاز من قبل القطاع الصناعي فإن بابكو قامت بتوسعة مرافق الغاز الطبيعي وزيادة طاقتها الإنتاجية.

## إنتاج النفط والغاز
في عام 2008، بلغ إنتاج الغاز المصاحب وغير المصاحب 538 مليار قدم مكعب محققا بذلك زيادة قدرها 6% عن إنتاج سنة 2007 والذي بلغ 508 مليار قدم مكعب. وكان إنتاج الشركة من الغاز غير المصاحب 436 مليار قدم مكعب بزيادة بلغت 6.9 عن عام 2007. فيما زاد إنتاج الغاز المصاحب بنسبة 2.4% ليصل إلى 102 مليار قدم مكعب. وكان معدل إنتاج حقل البحرين عام 2008 32 ألف و861 برميل في اليوم منخفضاً بنسبة 4% عن عام 2007 ويعود ذلك إلى التزام بابكو المستمر بالتخلص من الغازات السامة المنبعثة في الجو.

## تطوير حقل البحرين
مشروع تطوير حقل البحرين مشروع ضخم يهدف إلى زيادة إنتاج حقل البحرين من النفط والغاز وتوفير احتياطي إضافي من حقل البحرين. في أبريل 2009، قامت الهيئة الوطنية للنفط والغاز في مملكة البحرين بالتوقيع على اتفاقية تنمية ومشاركة في إنتاج النفط والغاز في حقل البحرين مع كل من: شركة اوكسيدنتال بتروليوم الأميركية وشركة مبادلة الإماراتية والشركة القابضة للنفط والغاز عن طريق إنشاء شركة عمليات مشتركة. وبموجب هذه الاتفاقية فإن شركة أوكسيدنتال ستحصل على فائدة بنسبة 48% من الاتفاقية بينما ستحصل شركة مبادلة على 32% وستحصل الشركة القابضة للنفط والغاز على 20%.
ومن المتوقع أن تزيد هذه الشراكة من إنتاج النفط إلى أكثر من الضعف ليصل لـ75 ألف برميل يوميا خلال 5 سنوات وان يصل الإنتاج إلى ذروته بعد ذلك حين يجتاز حاجز الـ100 الف برميل في اليوم. ومن المتوقع أيضا أن يزداد حجم إنتاج الغاز من 1.7 مليار قدم مكعب في اليوم ليصل إلى أكثر من 2.5 مليار قدم مكعب في اليوم.

## برنامج الاستكشاف النفطي البحري
تقوم شركة أوكسيدنتال بتطوير 3 قواطع بحرية وهي (1 و 3 و 4) بينما تقوم شركة بي.تي.تي.أي.بي التايلندية بتطوير القاطع رقم 2. وقد بدأت عمليات التنقيب في القواطع 2 و 3 و 4 حيث تم الانتهاء من عمليات المسح الجيوكيميائية على القاطعين 3 و 4 في عام 2008 وتتم حالياً عمليات المعالجة السيزمية وقراءة البيانات ثنائية وثلاثية الأبعاد.

## تطوير الحفر بئر غاز الخف 2008 - 2010
من المهم جدا لمملكة البحرين زيادة إنتاجها من غاز الخف وذلك لتغطية الطلب المتزايد عليه. لهذا وكجزء من الخطة الاستثمارية ذات كلفة الـ200 ألف دولار أميركي، فإن البحرين ستزيد من إنتاج غاز الخف بما مقداره 500 مليون قدم مكعب في اليوم. ويتم حاليا حفر 8 آبار جديدة وبناء 7 وحدات تجفيف غاز جديدة. وتم الانتهاء من البئر الأول في ديسمير من العام 2008. ويبلغ متوسط الإنتاج اليومي من غاز الخف 1192 مليون قدم مكعب في اليوم، ليكون بذلك أعلى من إنتاج عام 2007 بفارق 87 مليون قدم مكعب في اليوم.

## برنامج تطوير حفر الآبار 2009 - 2011
بدأ مؤخرا العمل على خطة لتطوير حفر الآبار تستمر حتى عام 2011. ويشمل هذا البرنامج حفر 104 آبار من مختلف الأنواع بما في ذلك الآبار الاتجاهية والأفقية وغيرها إلى جانب الآبار الرأسية. عمليات التخطيط وتجهيز وشراء المعدات اللازمة جرت بشكل متواصل في 2008 في حين أن تنفيذ المشروع سيبدأ في 2009.

## مشروع إنتاج الديزل منخفض الكبريت
يعتبر مجمع إنتاج الديزل منخفض الكبريت والذي يعمل بقدرة إنتاجية تصل لـ100 ألف برميل يومياً، حجر الزاوية لخطة بابكو للاستثمارات الإستراتيجية والتي تبلغ تكلفتها مليار دولار. بدأ العمل في المجمع عام 2007 وهو الآن كفيل بتغطية الطلب العالمي المتزايد على الديزل منخفض الكبريت تماشيا مع التشريعات الجديدة الخاصة بانبعاث الغازات والتي سنتها بعض الحكومات مؤخرا. وبتدشين هذا المشروع أصبحت بابكو الشركة الرائدة في منطقة الخليج العربي في إنتاج الديزل منخفض الكبريت فائق الجودة.

## مشروع وحدة إزالة الكبريت من غاز المصفاة
كجزء من سعي الشركة لوضع مصفاتها في مصاف نظيراتها الأكثر اهتماماً بالبيئة في العالم، قامت الشركة باستحداث مشروع إزالة الكبريت من غاز المصفاة بتكلفة بلغت 151 مليون دولار في يناير من العام 2009. والغرض الأساسي من هذا المشروع هو خفض مستويات غازي كبريتيد الهيدروجين والأمونيا من غاز الوقود إلى جزء من المليون و10 أجزاء من المليون على التوالي. كما أن انبعاثات غاز ثاني أكسيد الكربون الجوية انخفضت بنسبة 95% لتصل لأقل من 5 أطنان يوميا. كما تتم في هذه الوحدة إعادة استخلاص 50 طنا يوميا من الكبريت وهي أول صادرات المملكة في مايو 2009.

## مشروع زيوت التشحيم
في إطار مساعي الشركة المتواصلة للتميز وتنويع مصادر الدخل، قامت بابكو باستخدام شركة البحرين لزيوت التشحيم لبناء مصنع زيوت التشحيم والبالغة كلفته 430 مليون دولار. والمشروع هو عبارة عن اتفاقية مشتركة بين بابكو والشركة القابضة للنفط والغاز وشركة نسته أويل الفنلندية. في حين أن الشركة الكورية الجنوبية «سامسونج الهندسية المحدودة» هي المقاول المعين للهندسة والمشتريات والإنشاء. وبعد الانتهاء من بنائه في عام 2011 سيكون المصنع هو الأكبر من نوعه في الشرق الأوسط بسعة إنتاج قدرها 400 ألف طن متري في العام من زيوت التشحيم عالية اللزوجة وهي المواد الخام لزيوت التشحيم عالية الجودة.

## المبيعات والتسويق
تصدر بابكو النفط الخام إلى أسواق النفض العالمية وتبيع منتجاتها النفطية محلياً وعالمياً. كما تقوم ببيع وتزويد وقود الطائرات في مطار البحرين الدولي من خلال شركة البحرين لتزويد وقود الطائرات (بافكو) التي تملك بابكو حصة نسبتها 60 في المائة منها.
كما تقوم الشركة بتغطية جميع إحتياجات محطات توليد الكهرباء وغيرها من المنشآت الصناعية في البحرين من الغاز الطبيعي.

## المسئولية الاجتماعية
تعتبر بابكو من أكبر المساهمين والداعمين للمجتمع البحريني من خلال العديد من الأنشطة والفعاليات التي تقوم بدعمها ورعايتها فضلا عن التبرعات التي تقدمها للمعوزين والمحتاجين.
كما أن بابكو أحد الرواد في دعم برنامج إنجاز البحرين والذي يهدف إلى إلهام وحث الشباب البحريني على السعي نحو تحقيق النجاح. وتقوم بابكو من خلال دعمها للبرنامج بإرسال متطوعين للمدارس والجامعات لإعطاء النصائح وتقديم الإرشاد فيما يتعلق بالعمل. فضلا عن ذلك تقوم الشركة بالتبرع بما لا يقل عن 10 آلاف دولار سنويا.
وفي الوقت نفسه، توفر بابكو الفرصة لبعض الخريجين في البحرين لمواصلة الدراسة في الخارج عن طريق ابتعاثهم للدراسة في المملكة المتحدة في إطار برنامج منح شفننغ البريطاني.

## البيئة والصحة والسلامة
تلتزم شركة نفط البحرين (بابكو) التزاماً مطلقاً بحماية البيئة وبمتطلبات صحة وسلامة موظفيها ومقاوليها وزبائنها والمجتمع والجمهور عامة.
تؤمن الشركة بأن المحافظة على البيئة والصحة والسلامة جزء لا يتجزأ من أعمالها ومن ثقافتها المؤسسية، وتسعى باستمرار نحو تحسينها بحيث تضمن تماشيها مع القوانين والتشريعات التي تصدرها حكومة مملكة البحرين. وفي حالة غياب الأنظمة والتشريعات المحلية، تلتزم الشركة بتطبيق النظم المعتمدة دولياً في هذا المجال وبما يتناسب مع الظروف المحلية. كما تولي الشركة اهتماماً خاصاً بإتباع الأساليب الإدارية السليمة فيما يتعلق بالبيئة والصحة والسلامة، بالإضافة إلى الطرق التشغيلية التي تحد من أية تأثيرات سلبية لعملياتها.
وتقع المسئولية الرئيسية لإيصال هذه السياسة وتنفيذها على الإدارة. ومن هذا المنطلق، ستوفر بابكو الموارد الكافية وستقوم بتشجيع مشاركة جميع الموظفين والمقاولين في هذا الشأن. وإضافة إلى ذلك، ستطرح بابكو برامج توعية وتدريب تتيح للإدارة والموظفين والمقاولين فهم مسئولياتهم المتعلقة بمتطلبات البيئة والصحة والسلامة داخل الشركة وخارجها.
وفي نطاق تنفيذ هذه السياسة، ستقوم بابكو بإصدار الإرشادات والمعايير وبوضع الإجراءات الواضحة. وستعمل أيضاً على المحافظة على قنوات الاتصال الفعالة وتعزيز التنسيق القائم بينها وبين الجهات المختصة في حكومة مملكة البحرين وغيرها ممن يعنيهم الأمر بما في ذلك عامة الجمهور.
تولي بابكو أهمية وتركيزاً كبيرين على حماية البيئة ونشر الوعي البيئي ولذلك قامت الشركة باستحداث خطة تكاملية للبيئة والصحة والسلامة تهدف لتطوير إجراءات السلامة المهنية والاهتمام بالبيئة والسلامة الصناعية.
في بداية العام 2009، ونظرا لالتزامها البيئي وتميز نظام الإدارة البيئية التابع للشركة حصلت بابكو على شهادة آيسو 14001 لنظام الإدارة البيئية من مؤسسة بيرو فيريتاس الدولية.
قلل مشروع إزالة الكبريت من غاز المصفاة بشكل كبير انبعاثات ثاني أكسيد الكبريت وكبريتيد الهيدروجين والأمونيا في الجو وبالتالي خففت المصفاة من كثافة مؤشر الطاقة من 138 إلى 105 بحيث تمثل كل نقطة توفير ما مقداره 40 ألف دولار. وقد حظيت هذه الجهود بتقدير كبير عندما حصلت الشركة على جائزة الإمارات للطاقة.
وتتواصل مساعي بابكو الحثيثة من أجل رفع مستوى الوعي البيئي في أوساط موظفيها خصوصاً والمجتمع البحريني عموماً إذ يمثل العام 2009 الدورة السادسة لمسابقة المدرسة الخضراء والتي تشجع بابكو من خلالها المدارس على الابتكار والتميز في المجال البيئي.
عدم تهاون بابكو فيما يتعلق بالصحة والسلامة قاد الشركة أيضا إلى الحصول على مجموعة من الجوائز الدولية المرموقة، بما في ذلك تصنيف النجوم الخمس الذي حصلت عليه الشركة من مجلس السلامة البريطاني لتصبح بذلك الشركة الخليجية الثانية على جميع المستويات التي تحصل على هذه الجائزة.
وفي عام 2007، أصبحت بابكو أيضا أول شركة نفط خارج الولايات المتحدة تحصل على جائزة روبرت كامبل للسلامة.
وتمتلك بابكو قسما خاصا بالترويج الصحي يترأسه أخصائي يعمل بدوام كامل. ويعمل هذا القسم على نشر الوعي الصحي بين موظفي بابكو وأفراد عائلاتهم والمجتمع البحريني وبعض الحملات الصحية مثل حملات التوعية للفحص ضد الإصابة بسرطان الثدي وداء السكري والسمنة والتدخين.

## التدريب والتطوير الوظيفي
تمضي بابكو قدماً في برنامجها الطموح لإدارة الموارد البشرية لكي تضمن مواكبة إمكانيات وقدرات موظفيها متطلبات الألفية الجديدة في مجالات إدارة الأعمال والتكنلوجيا. وبالإضافة لذلك، فإن برنامج المنح والبعثات الدراسية في الشركة يدعم ما يزيد عن 150 طالبا في التعليم العالي سواء داخل البحرين أو خارجها.
ولتلبية احتياجات الشركة المستقبلية في التخصصات النادرة مثل الجيولوجيا وهندسة البترول، أطلقت بابكو برنامجاً مدروساً للمنح الدراسية يشمل 25 من الطلبة البحرينيين المتفوقين (13 من خريجي المسار العلمي بالمرحلة الثانوية وخريجي جامعة البحرين و12 من موظفي بابكو).

## التدريب والتطوير
تسير بابكو قدماً في تنفيذ برامجها الطموحة لتنمية مواردها البشرية وذلك حتى نتأكد من أن مهارات القوى العاملة لديها تواكب المتطلبات التكنولوجية والمهنية في القرن الواحد والعشرين. بالإضافة إلى ذلك فإن برامج البعثات الدراسية في الشركة تدعم أكثر من 150 طالب في التعليم العالي في البحرين وخارجها.
وبذلك فإن دائرة التدريب والتطوير تلبي إحتياجات الشركة التدريبية الحالية والمستقبلية.

## العنصر النسائي
يعود اهتمام بابكو بتطوير العنصر النسائي إلى الستينيات من القرن الماضي عندما قدمت بابكو منحاً دراسية للإناث للمرة الأولى. كما أن 254 من الطلاب الـ411 المشمولين في برنامج الشركة للمنح الدراسية حالياً هم من الإناث. وعلاوة على ذلك فإن بابكو تدرس حالياً، وللمرة الأولى، تدريب الإناث العاملات في المهن الحرفية.
ومن الجدير بالذكر أن 9% من موظفي بابكو والذي يزيد عددهم عن الـ3 آلاف موظف هم من الإناث، ويشغر الكثير منهن مناصب إدارية مهمة في الشركة.